# チャンバル川

チャンバル川（ヒンディー語: चम्बल नदी, 英語: Chambal River）はインドの川で全長1024キロメートル、流域面積は14万3,219平方キロメートルである。国の中央部を流れるヤムナー川の支流として、より広範なガンジス川流域に属する。源流部から北北東にマディヤ・プラデーシュ州とラージャスターン州を縫い両州の州境となり、南東に向きを変えるとウッタル・プラデーシュ州でヤムナー川と合流する。チャンバル川は、マディヤ・プラデーシュ州の西部にあるダール県とインドール県の境に起源がある。
この河川は古代文書にも記述があり、伝説が語り継がれてきた。四季をつうじて水が枯れることはなく、支流とともにマディヤ・プラデーシュ州北西部のマールワ地方（Malwa）を潤す。支流は広くウッタル・プラデーシュ州Bhareh近郊のパーチナーダからビンド地方とエタワー地方の中間を流域としており、クワリ川、ヤムナー川、シンド川、プハジ川を集める。最下流のバナス川は北西のアラーヴァリー山脈からラジヤースターン州を流れ下り、前述の５河川をまとめてチャンバル川へ注ぐ。
環境汚染を受けていないとされるチャンバル川には淡水性の豊かな動物層が見られ、ワニ類2種として大型のヌマワニ（Crocodylus palustris  ）と インドガビアル、淡水性のカメ8種、あるいはビロードカワウソやガンジスカワイルカ、鳥類ではアジサシモドキ、シロアジサシ、オオヅルやセイタカコウなどが生息する。

## 源流から河口まで

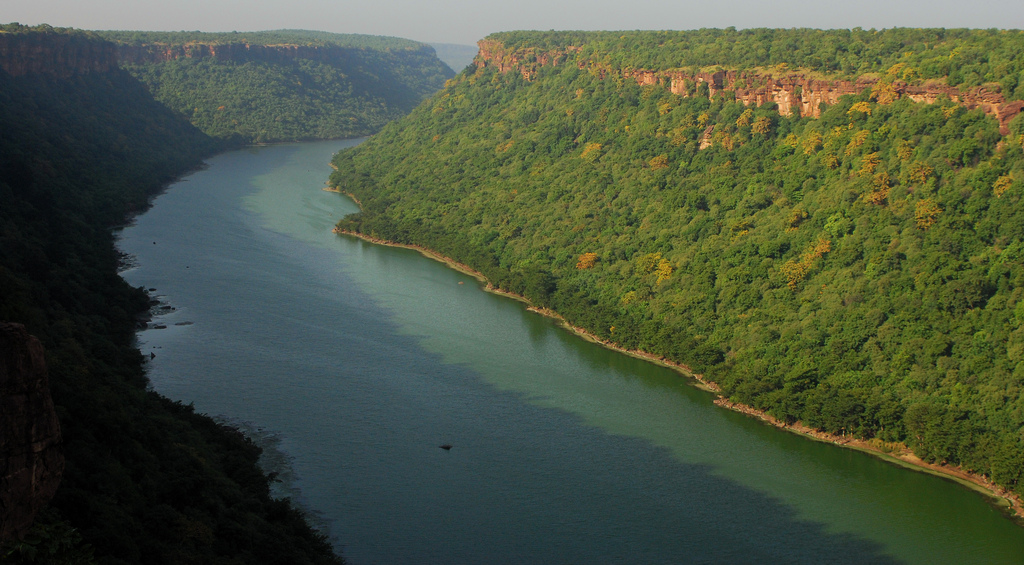
ラージャスターン州コーター近辺の流れ

全長1,020kmあまりのチャンバル川はマディヤ・プラデーシュ州インドールから675kmほどにある海抜843mのヴィンディヤ層崖北面から発する。近くの町をマンダーヴ Mandavという。380km近くにわたり州内をほぼ真北にかけぬけると州境を越えてラージャスターン州内をおよそ250km進み、さらに215kmほどの区間はマディヤ・プラデーシュ州との境界、続いてウッタル・プラデーシュ州との境界として150km流下する。河口部はそのおよそ30km先のジャラウン（Jalaun）近郊にあり、海抜122mでヤムナー川と合流するとやがてはガンジス川の流れである。
源流からヤムナー川との合流点までチャンバル川の河床は海抜でおよそ730m低くなる。特に最上流部の30km圏では高低差が300mある。続く310kmほどでChaurasigarh 城に至ると海抜はさらに195m下がり、渓谷が川を迎える。コーターの町の近くではさらに90m低く、平坦なマールワラ平野からガンジス川流域まで平均勾配0.21m/kmでゆるやかに流れる。
雨水を集めるチャンバル川の流域は14万4591km2に広がり、右岸のパールバティ川と左岸のバナス川との合流点までを見ると、北緯22° 27' から同 27° 20'、東経73° 20' から 79° 15' のほぼ矩形の対角線を流れていく。その東西と南はヴィンディヤ山脈に、北西はアラーヴァリーの峰々に面する。パールバティ川とバナス川との合流部から下流では川幅がやや狭まり、南北をヴィンディヤとアラーヴァリーの山並みに挟まれて谷を刻む。
左岸に続く急峻なヴィンディヤの山塊にはほぼチャンバル川しか水系がない。ナルマダー川と出合うまでのおよそ16kmの区間では、切り立った川岸に中生代の地層が観察でき、より軟質な泥岩の河床には支流が分布する。三角形のヴィンディヤ盆地はチャンバル川と右岸のカリシンド川、パールバティ川が形成した沖積層が占め、下流のコーター近辺のトラフへと海抜にして200から270mほど下りていく。チャンバル川はやがて合流するヤムナー川あるいはそのさらに本川のガンジス川よりも古くから流れる川である。
支流に注目すると、右岸のシプラ川、バナス川、パールバティ川、シープ川、左岸のメジ川 ほか17超の流れが見られる。
クロウフォード説によると、チャンバル川流域はヴィンディヤ造山活動の一部であり、古代の岩盤の上におそらくはカンブリア紀よりも前の分厚い砂岩の層と粘板岩、石灰岩層で構成されるという。
この川は谷を刻んで小丘と台地をあちこちに残し、流域にはいくつもの氾濫原、雨の削った小規模な渓谷や山峡が波打つように連なる。チャンバル川の上流寄りのメーワール平野南西部ラージャスターン州には旧ハドーティ地方の台地が位置し、東にはマールワ高原を望む。また構造地理学的には、主にヴィンディヤ断層崖とデカン溶岩台地（マールワ台地）に分類される。あるいはヘロン説を引くなら、東側の山麓緩斜面にはヴィンディヤ高原からアラーヴァリー高原まで、第四紀の薄い沈殿層、撹乱層、河川の搬送物が積み重なっている。侵食地形は少なくとも2層観察でき、いずれも第三紀に属する。更新世以降の地形はヴィンディヤ山脈の高原地方とチャンバル谷、さらにより古い沖積層のヒンドゥスターン平野に識別できる。また悪地の地形もチャンバル谷に特徴的であり、より時代が古い沖積層には、地積学でカンカーと呼ばれる炭酸カルシウムの沈着した砕屑物が大規模に形成される。

## 国立チャンバル川自然保護区

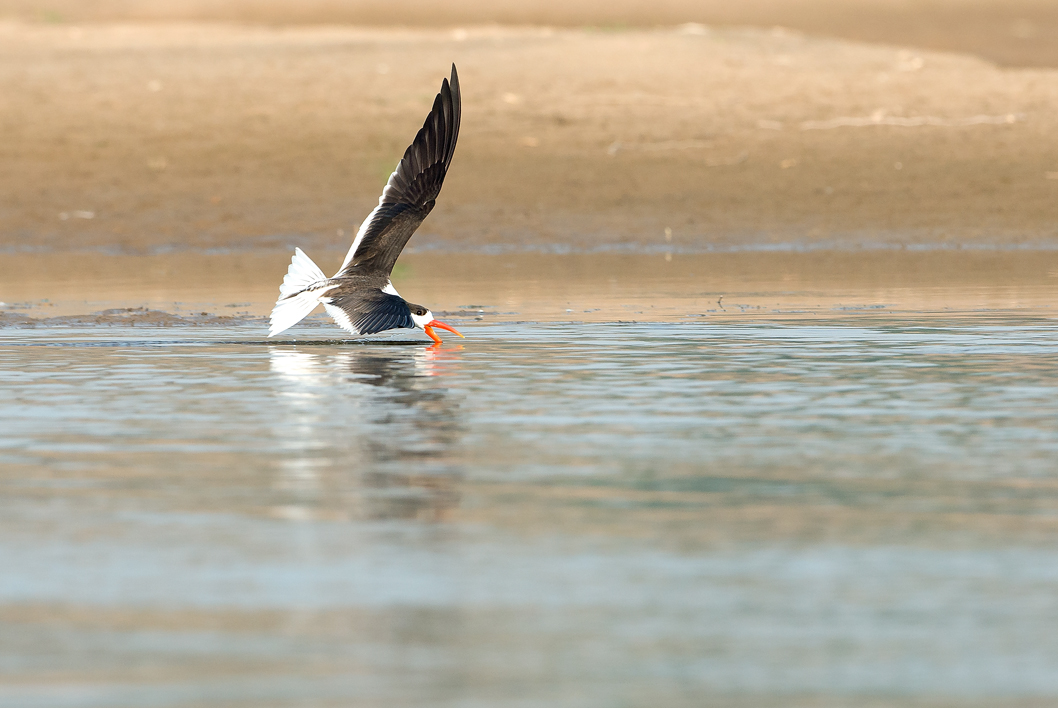
チャンバル川で採餌するシロエリハサミアジサシ

ドールプルの国立チャンバル自然保護区（英: National Chambal Sanctuary）は北緯 24°55' から 26°50' 、東経 75°34' から 79°18' に位置し、チャンバル川がジャワハール・サーガル・ダム（Jawahar Sagar Dam ラージャスターン州）からチャンバル川とヤムナー川の合流点（ウッタル・プラデーシュ州）にかけて描く壮大な円弧沿いに2区間を指定した。この名前の国立公園の上流側はダムからコーター灌漑施設（Kota Barrage）まで、下流側はラージャスターン州のケショーライパタン （Keshoraipatan）からウッタル・プラデーシュ州に入り河口部までである。
インド政府は保護区制定の趣旨を「インド北部の主要な河川に〈健全な生態系〉の回復を促し、絶滅の心配されるインドガビアル（Gavialis gangeticus）を手厚く保護すること」として、1978年9月30日付で国立公園設立を法制化するとともに 、その保護レベルを1972年制定の自然保護法第18項(1)に依拠している。
また州政府レベルでは、マディヤ・プラデーシュ州は1978年12月20日通達、ウッタル・プラデーシュ州は1979年1月29日通達、ラージャスターン州は1979年12月7日通達をもって3州でそれぞれ施行した。

## Mythology
The ancient name of the Chambal was Charmanvati, meaning the river on whose banks leather is dried. In due course of time, this river became famous as the river of ‘charman’ (skin) and was named as Charmanvati.
The epic en:Sanskrit narrative the en:Mahabharata, refers to the Chambal river as the Charmanyavati : originating from the blood of thousands of animals sacrificed by the Aryan King en:Rantideva.
"So large was the number of animals sacrificed in the en:Agnihotra of that king that the secretions flowing from his kitchen from the heaps of skins deposited there caused a veritable river which from this circumstance, came to be called the Charmanwati."
Charmanwati was the southern boundary of Panchala Kingdom. King en:Drupada ruled the southern Panchalas up to the bank of the Charmanwati river (1:140).
According to folklore the Chambal area was part of en:Shakuni’s kingdom and the dice-game played thereabouts. After the attempted disrobing of en:Draupadi (the daughter of Drupada) she cursed any one who would drink the water of the Charmanwati river.
Thus it is believed that due to the curse by Draupadi, have helped the Chambal to survive unpolluted by man, and its many animal inhabitants to thrive relatively untouched. The Chambal remains one of India’s most pristine rivers.

### 注
1. ↑  論文[6]において初出[7]に言及。
2. ↑  Order No. 17-74/77-FRY (WL)
3. ↑  Notice No. F.15/5/77-10(2)
4. ↑  Notice No. 7835/XIV-3-103-78
5. ↑  Notice No.F.11(12)Rev.8/78

## 関連文献
- "Chambal River in 1949" （英語）『A Cruise Down The Chambal River, India in 1949 - The Fascinating Diary Kept By My Grandfather During His Indian Adventures』Frank Atkins（編集）　1949年の旅日記、電子書籍。